# Gina Pellón
Pour les articles homonymes, voir Pellon.
Gina Pellón, née le 26 décembre 1926 à Cienfuegos (Cuba) et morte le 27 mars 2014 à Issy-les-Moulineaux,, est une peintre cubaine qui était installée en France.

## Biographie
Elle étudie à l’Académie San Alejandro, obtient son diplôme en 1954, enseigne à l’Institut polytechnique de Velado jusqu’en 1957. Sa carrière artistique débute en 1953 avec une exposition au Salon soutenu par le Cercle des beaux-arts, repaire d’académiciens et de peintres reconnus, ouvert aussi à l’avant-gardisme. Gina Pellón prend tout de suite une direction novatrice. En 1959, elle décide de venir en France. Sa carrière en Europe a été féconde : nombreuses expositions à Paris, Lausanne, Amsterdam, Bruxelles, Toulouse, à Silkeborg (Danemark) et à Larvik (Norvège). Elle expose également à Miami, New York, Caracas entre autres. Gina Pellón a été influencée par l'expressionnisme.

## Œuvres
- 1985 : (es) Cuando los pájaros duermen, Miami: Editorial Cernuda, 22 p.
- 1999 : Gina Pellón : peintures, 1965-1999, Verona: Edizioni Ae dell'aurora, 157 p.
- 1999 : Gina Pellón : rétrospective, Niort : Musées de Niort, 88 p.   (ISBN 978-2-9110-1716-2)
- 2004 : (es) Insulas al pairo : poesía cubana contemporánea en París (coécrit avec William Navarrete), Cádiz : Editorial Aduana Vieja, 107 p.   (ISBN 978-8-4933-4554-9)
- 2005 : (es) Vendedor de olvidos (coécrit avec William Navarrete), Cádiz : Editorial Aduana Vieja, 68 p.   (ISBN 978-8-4934-0956-2)
- 2006 : Venditore di oblio, Piombino: Foglio, 49 p.   (ISBN 978-8-8760-6131-8)

## Filmographie
- 1977 : Le Regard de Marcel Hanoun (décors)
- 1979 : La Nuit claire de Marcel Hanoun (décors et costumes)